# Zoológico Valle del Pionero
El Zoológico Valle del Pionero (en serbio: Зоолошки врт Пионирска долина) es un centro de ocio y entretenimiento y un zoológico ubicado en Sarajevo, Bosnia y Herzegovina.
Se trata del zoológico más antiguo de Bosnia y Herzegovina. Durante el período Austro-Húngaro se encontraba en Ilidža, pero más tarde se trasladó a la parte noreste de Sarajevo, a solo 2 kilómetros del centro de la ciudad, en el municipio de Centar.
En el parque hay 59 especies de animales de todo el mundo.